# Parcul Național Semenic - Cheile Carașului
Parcul Național Semenic - Cheile Carașului este o arie protejată de interes național ce corespunde categoriei a II-a IUCN (parc național, zonă specială de conservare), situată în partea sud-vestică a României, pe teritoriul județului Caraș-Severin.

## Localizare
Aria protejată se află în partea central-vestică a județului Caraș-Severin (pe teritoriile administrative ale orașelor Anina și Reșița și pe cele ale comunelor Bozovici, Brebu Nou, Carașova, Goruia, Mehadica, Prigor, Teregova și Văliug).

## Descriere
Prima propunere de instituire a Parcului Național Semenic - Cheile Carașului a avut loc în anul 1982, acesta urmând să fie declarat arie protejată prin Legea nr.5 din 6 martie 2000 (privind aprobarea Planului de amenajare a teritoriului național - Secțiunea a III-a - zone protejate). În anul 2003, prin Hotărârea de Guvern nr. 230 din 4 martie (privind delimitarea rezervațiilor biosferei, parcurilor naționale și parcurilor naturale și constituirea administrațiilor acestora), urmează să se restabilească limitele și suprafața acestuia.
Parcul național se suprapune atât sitului de importanță comunitară - Semenic-Cheile Carașului, cât și ariei de protecție specială avifaunistică - Munții Semenic-Cheile Carașului.
În perimetrul parcului național sunt incluse un număr de zece rezervații naturale, constituite în zone de conservare specială strict protejate: Buhui - Mărghitaș, Bârzavița, Cheile Carașului, Cheile Gârliștei, Izvoarele Carașului, Izvoarele Nerei, Peștera Buhui, Peștera Comarnic, Peștera Popovăț și Peștera Răsuflătoarei. 

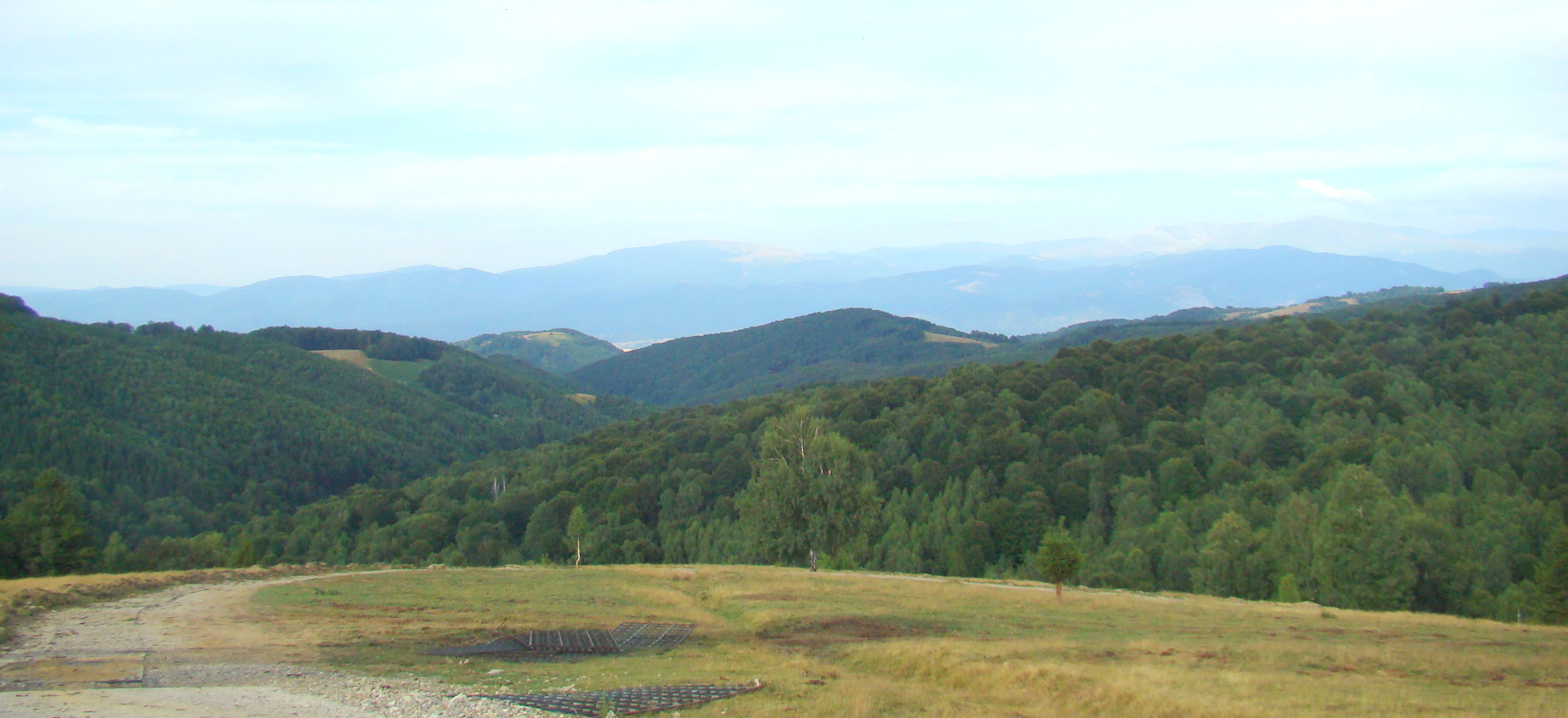
Imagine din parc: Munții Semenic

## Biodiversitate
Munții Semenic și Munții Aninei (cuprinzând elemente naturale cu valoare sub aspect fizico-geografic, floristic, hidrologic, geologic și speologic) prezintă o arie naturală montană cu o gamă floristică și faunistică diversă, exprimată atât la nivel de specii cât și la nivel de ecosisteme terestre.

### Habitate
Aria naturală dispune de mai multe tipuri de habitate; astfel:  Păduri de fag de tip Luzulo-Fagetum, Păduri de fag de tip Asperulo-Fagetum, Păduri medio-europene de fag din Cephalanthero-Fagion,  
Păduri de Tilio-Acerion pe versanți, grohotișuri și ravene, Păduri  aluviale cu Alnus glutinosa și Fraxinus excelsior (Alno-Padion, Alnion incanae, Salicion albae), Păduri din Tilio-Acerion pe versanți abrupți, grohotișuri și ravene, Păduri ilirice de Fagus sylvatica (Aremonio-Fagion), Păduri dacice de stejar și carpen, Păduri ilirice de stejar cu carpen (Erythronio-Carpiniori), Pajiști de altitudine joasă (Alopecurus pratensis și  Sanguisorba officinalis), Pajiști cu Molinia pe soluri calcaroase, turboase sau argiloase (Molinion caeruleae), Pajiști panonice de stâncării (Stipo-Festucetalia pallentis), Pajiști uscate seminaturale și faciesuri cu tufărișuri pe substrat calcaros (Festuco Brometalia), Comuniti rupicole calcifile sau pajiști bazifite din Alysso-Sedion albi, Comunități de lizieră cu ierburi înalte higrofile de la câmpie și din etajul montan până în cel alpin, 
Tufărișuri alpine și boreale, Turbării active, Turbării degradate capabile de regenerare naturală, Izvoare petrifiante cu formare de travertin (Cratoneurion), Mlaștini turboase de tranziție și turbării oscilante (nefixate de substrat), Peșteri în care accesul publicului este interzis, Grohotișuri calcaroase și de șisturi calcaroase din etajul montan până în cel alpin (Thlaspietea rotundifolii), Versanți stâncoși cu vegetație chasmofitică pe roci calcaroase, Vegetație herbacee de pe malurile râurilor montane și Vegetație lemnoasă cu Salix elaeagnos de-a lungul cursurilor de apă montane; ce adăpostesc o gamă diversă de floră și faună specifică  Munților Banatului.

### Faună
Fauna parcului este una diversificată și reprezentată de mai multe specii de mamifere, păsări, pești, amfibieni și reptile, unele protejate prin lege și aflate pe lista roșie a IUCN.
Mamifere: urs carpatin (Ursus arctos), cerb (Cervus elaphus), căprioară (Capreolus capreolus), lup (Canis lupus), râs eurasiatic (Lynx lynx), jder de copac (Martes martes), jder de piatră (Martes foina), viezure (Meles meles),  nevăstuică (Mustela nivalis), dihor (Mustela putorius), veveriță (Sciurus vulgaris), liliacul cu aripi lungi (Miniopterus schreibersii), liliac cu urechi de șoarece (Myotis blythii), liliacul cărămiziu (Myotis emarginatus), liliacul comun (Myotis myotis), liliacul mediteranean (Rhinolophus euryale), 
liliacul mare cu potcoavă (Rhinolophus ferrumequinum), liliacul mic cu potcoavă (Rhinolophus hipposideros), pârșul cu coada stufoasă (Dryomys nitedula), chițcanul de câmp (Crocidura leucodon), chițcanul de apă (Neomys fodiens) sau chițcanul mic de apă (Neomys anomalus).
Reptile și amfibieni: șarpele de alun (Coronella austriaca), gușter (Lacerta viridis), șopârla de ziduri (Podarcis muralis), vipera cu corn (Vipera ammodytes), șopârla de munte (Lacerta vivipara), viperă (Vipera berus), ivorașul-cu-burta-galbenă (Bombina variegata), broască râioasă verde (Bufo viridis), broasca roșie de munte (Rana temporaria), broasca mare de lac (Rana ridibunda) și tritonul de munte (Triturus alpestris) .
Specii de păsări protejate (enumerate în anexa I-a a Directivei Consiliului European 147/CE din 30 noiembrie 2009, privind conservarea păsărilor sălbatice) semnalate în arealul parcului: acvila de munte (Aquila chrysaetos), cocoșul de mesteacăn (Bonasa bonasia), caprimulg (Caprimulgus europaeus), șerpar (Circaetus gallicus), corb (Corvus corax), ciocănitoare cu spate alb (Dendrocopos leucotos), ciocănitoare neagră (Dryocopus martius), ciocănitoarea de stejar (Dendrocopos medius), presura de grădină (Emberiza hortulana), șoim călător (Falco peregrinus), muscar (Ficedula parva), muscar-gulerat (Ficedula albicollis), sfrâncioc roșiatic (Lanius collurio), viespar (Pernis apivorus), ciocârlie-de-pădure (Lullula arborea), pițigoiul sur (Parus palustris), pițigoiul de munte (Parus montanus) sau ciocănitoarea verzuie (Picus canus)

### Floră
Flora parcului național este constituită din specii vegetale distribuite etajat, în concordanță cu structura geologică, caracteristicile solului și climei, structurii geomorfologice sau altitudinii.
Arbori și arbusti cu specii de conifere: brad (Abies), molid (Picea abies); precum și foioase cu arboret de: fag (Fagus sylvatica), gorun (Quercus petraea), stejar (Quercus robur), carpen (Carpinus betulus), cărpiniță (Carpinus orientalis), frasin (Fraxinus), ulm (Ulmus carpinifolia), paltin de munte (Acer pseudoplatanus), gârniță (Quercus frainetto), cer (Quercus cerris), mojdrean (Fraxinus ornus); bârcoace (Cotoneaster integerrimus), liliac sălbatic (Syringa vulgaris), scumpie (Cotinus coggigria), ghimpe (Ruscus aculeatus), tulichină (Daphne mezereum), soc roșu (Sambucum racemosa), caprifoi (Lonicera xylosteum),  rubus (Rubus hirtus).

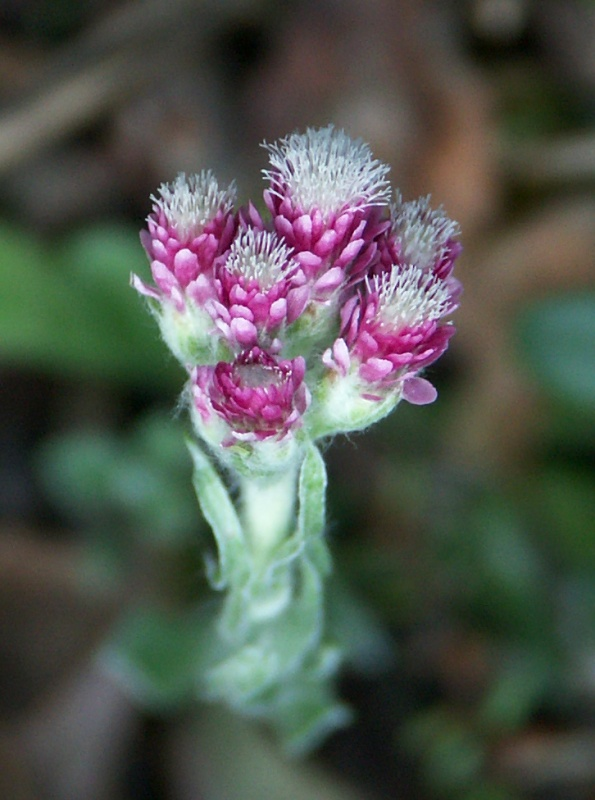
Floarea-semenicului (Anntenaria dioica)

La nivelul ierburilor diversitatea floristică este reprezentată de mai specii și subspecii de plante, dintre care unele protejate prin lege sau endemice pentru această zonă a țării; astfel: floarea-semenicului (Antennaria dioica),  brândușa galbenă (Crocus moesicus), brândușa de toamnă (Colchicum autumnale), o specie de garofiță (Dianthus trifasciculatus), șofran (Crocus banaticus), linum (Linum pubescens), crucișor (Pulmonaria rubra),  vinariță (Asperula odorata), brei (Mercurialis perenis), năpraznică (Geranium robertianum), cimbrișor de câmp (Thymus serpyllum), garofiță bănățeană (Dianthus banaticus), sânziene de pădure (Galium schultesii), crin de pădure (Linum uninerve), talpa ursului (Acanthus balcanicus), ai sălbatic (Allium moschatum), pesmă (Centaurea atropurpurea), carlina (Carlina acanthifolia), stupitu-cucului (Cardamine pratensis ssp. rivularis), sulițică (Dorycnium pentaphyllum ssp. germanicum, săbiuță (Gladiolus illyricus), poroinic (Dactylorhiza maculata), măciuca ciobanului (Echinops bannaticus), pufuliță (Epilobium palustre), bumbăcăriță (Eriophorum vaginatum), stânjenelul de stâncă (Iris reichenbachii), trifoi de baltă (Menyanthes trifoliata), borșișor (Sempervivum marmoreum), băieței (Veronica spicata), poroinic galben (Orchis pallens), rotunjoare (Homogyne alpina), iarba vântului (Nardus stricta) și rogozuri din speciile: Carex nigra, Carex ovalis, Carex pauciflora, Carex rostrata, Carex echinata sau Carex lasiocarpa.

## Vulnerabilitate
Presiunea antropică asupra sitului este destul de ridicată din cauza afluenței mari de turiști aproape pe tot parcursul anului. Vulnerabilitatea ariei protejate se datorează mai multor factori umani; astfel: turismul necontrolat (abaterea de la traseele marcate, camparea în locuri neamenajate, poluarea cu resturi menajere, poluare fonică), braconajul, pășunatul haotic, exploatările forestiere ilegale ce duc la suprimarea unor habitate, arderea vegetației, distrugerea unor exemplare din flora spontană, capturarea ilegală a unor specii din fauna sălbatică a sitului, recoltarea excesivă a fructelor de pădure și a ciupercilor, extinderea anexelor gospodărești, practicarea unor sporturi extreme (mașini de teren, ATV-uri, motociclete) sau concesionarea abuzivă a unor parcele din arealul parcului în scopul construirii unui sat de vacanță.

## Căi de acces
- Drumul național (DN58) - Reșița - Carașova - Anina.

## Monumente și atracții turistice
În vecinătatea parcului se află numeroase obiective de interes istoric, cultural și turistic (lăcașuri de cult, monumente de arhitectură, castele, situri arheologice, arii naturale protejate); astfel:

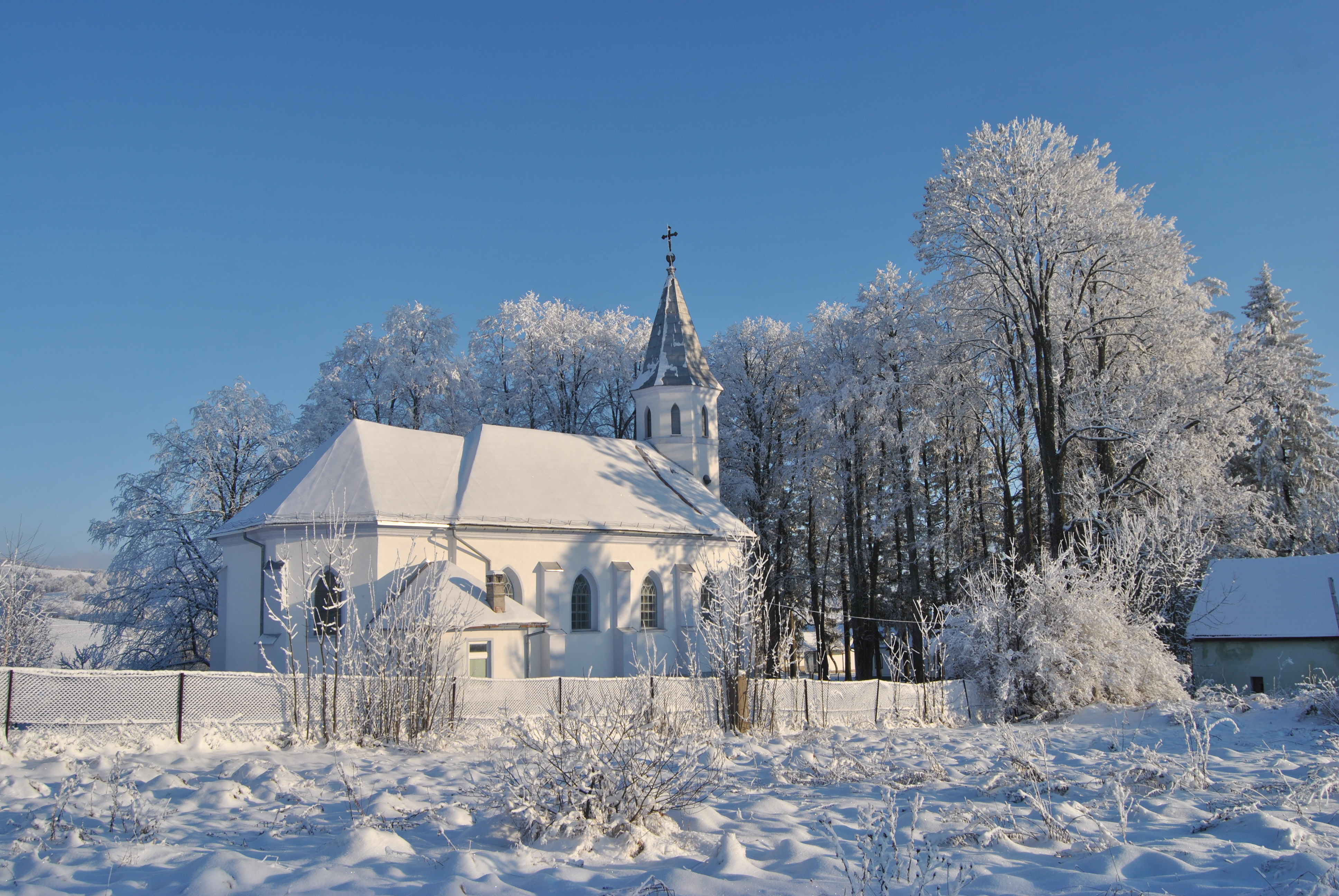
Biserica romano-catolică din Brebu Nou

- Biserica romano-catolică "Maria Zăpezii" din Reșița, construcție 1848, monument istoric.
- Biserica romano-catolică din Anina, construcție 1786, refăcută integral în 1872, monument istoric.
- Biserica romano-catolică "Înălțarea Sfintei Maria la Cer" din satul Carașova, construcție 1726.
- Biserica "Înălțarea Domnului" din  Bozovici, construcție 1798, refăcută integral în 1872, monument istoric.
- Biserica romano-catolică din Brebu Nou.
- Biserica "Sf. Dumitru" din Teregova, construcție 1783, monument istoric.
- Uzinele de fier Anina, construcție 1858-1927, monument istoric.
- Ansamblul de mori din Bozovici (Moara Neamțului, Moara Curpanița, Moara de peste Râu, Moara mică), construcție 1890-1897, monument istoric.
- Ansamblul de mori din Gârliște, construcție secolul al XX-lea, monument istoric.
- Ansamblul de mori din  Mehadica, construcție la începutul secolului al XX-lea, monument istoric.
- Ansamblul stațiunii Somerfrische (sanatoriul și colonia minieră) din Anina, construcție 1893-1895, monument istoric.
- Situl arheologic de la Prilipeț (sec. II - III p. Chr., Epoca romană).
- Castrul roman Ad Pannonios de la Tergova.
- Situl arheologic de la Iabalcea (Perioada de tranziție la epoca bronzului, Hallstatt).
- Ariile protejate Izbucul Bigăr, Lisovacea, Ogașul Slătinic.